# Эштой
Эштой (порт. Estoi)  —  район (фрегезия) в Португалии,  входит в округ Фару. Является составной частью муниципалитета  Фару. По старому административному делению входил в провинцию Алгарве (регион). Входит в экономико-статистический  субрегион Алгарве, который входит в Алгарве. Население составляет 3538 человек на 2001 год. Занимает площадь 46,55 км².

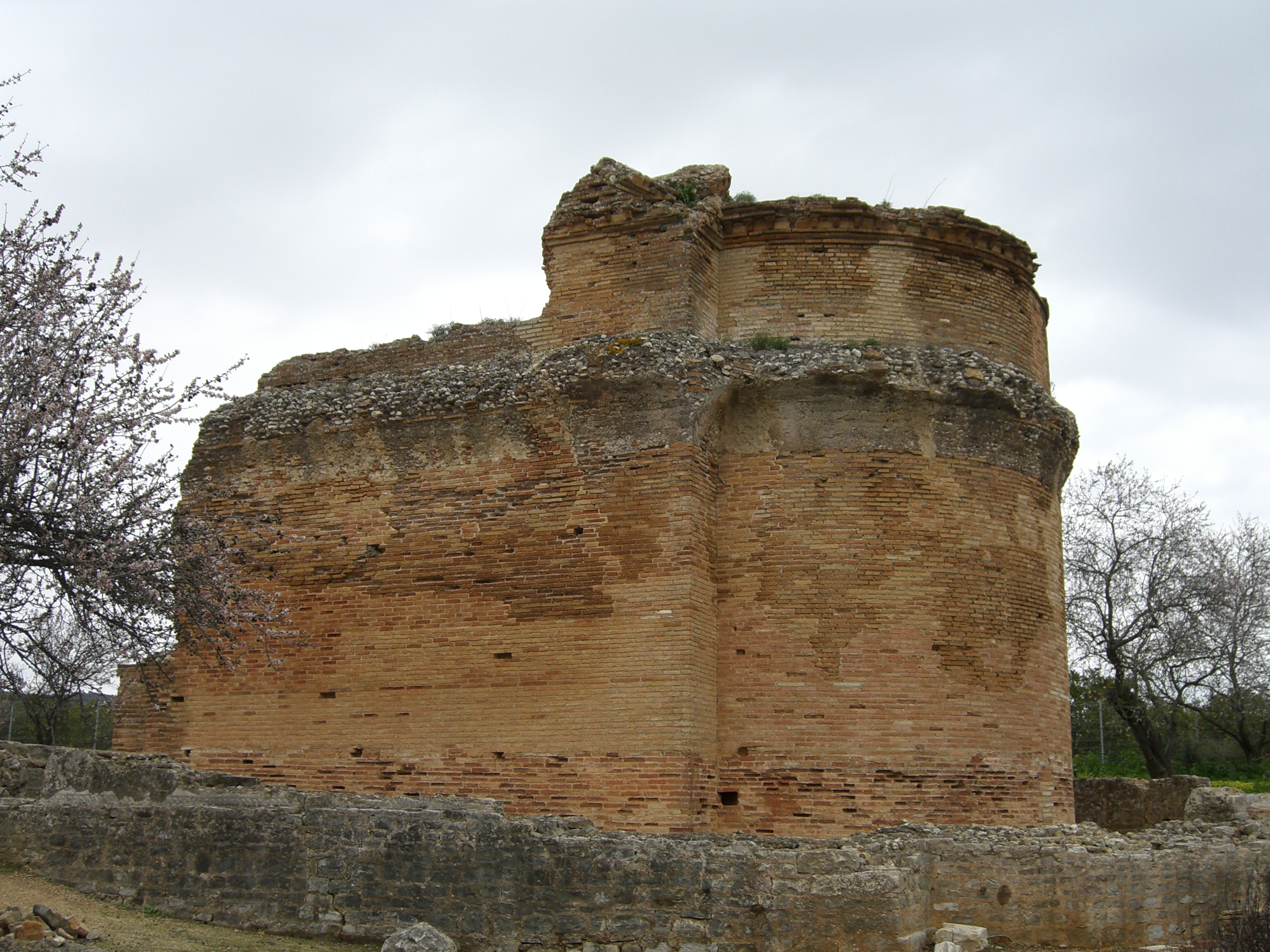